# Werner Krauss (filologo)
Werner Krauss (Stoccarda, 7 giugno 1900 – Berlino, 28 agosto 1976) è stato un filologo tedesco.
Negli anni '40 fu attivista politico e combattente nella Resistenza contro il regime nazista. Nel 1943 fu condannato a morte ma la sentenza fu commutata in una pena detentiva di cinque anni grazie all'intervento di influenti colleghi intellettuali.

## Biografia
Figlio di Rudolf Krauss e Ottilie Schüle, nonché cugino di Eberhard Koebel, Werner Krauss completò gli studi presso l'Eberhard-Ludwigs-Gymnasium di Stoccarda nel 1918; successivamente fu arruolato nell'esercito durante la prima guerra mondiale.
Congedato nel 1919, continuò a studiare scienze letterarie presso l'Università Ludwig Maximilian di Monaco e presso quella che in seguito divenne l'Università Humboldt di Berlino, con particolare attenzione agli studi di filologia romanza. Tra il 1922 e il 1926 visse in Spagna, studiando a Madrid. Il suo dottorato sulla vita quotidiana e nella letteratura spagnola medievale fu supervisionato da Karl Vossler (insegnante anche di Victor Klemperer); la tesi fu successivamente pubblicata.
Nell'aprile del 1931 si trasferì a Marburgo, ove assunse un posto di assistente all'università e ottenne l'abilitazione all'insegnamento un anno dopo. All'inizio del 1933, il partito nazista, salito al potere, non tardò a imporre in Germania la sua dittatura monopartitica. Auerbach perse il suo posto a Marburgo perché ebreo e fu sostituito da Krauss che, tuttavia, non ottenne la cattedra perché ritenuto ideologicamente inaffidabile.

## Gli anni del nazismo
L'11 novembre 1933, presso l'Albert Hall di Lipsia, si tenne una cerimonia per celebrare la "rivoluzione nazionalsocialista". Durante la celebrazione, molti accademici (e non solo) firmarono una dichiarazione dal titolo: "Con Adolf Hitler per l'onore, la legge e la libertà del popolo tedesco" (in tedesco Mit Adolf Hitler für des deutschen Volkes Ehre, Freiheit und Recht!). Krauss fu uno dei circa 900 firmatari.
Nell'agosto del 1940 Krauss fu nuovamente arruolato nell'esercito, in una compagnia di traduttori: ciò comportò il suo trasferimento a Berlino, anche se il lavoro comprendeva incarichi in prima linea. A Berlino, grazie all'amicizia con lo psichiatra John Rittmeister, entrò in contatto con Harro Schulze-Boysen. Krauss e la sua fidanzata, Ursula Goetze, parteciparono alla protesta contro la mostra che si tenne nel maggio/giugno 1942, dal titolo ironico "Il paradiso sovietico". Questo gesto li portò a essere identificati come appartenenti al gruppo dell'Orchestra Rossa. Krauss fu arrestato il 24 novembre 1942.
Il 18 gennaio 1943, Werner e Urusula furono entrambi giudicati colpevoli di alto tradimento e condannati a morte dal Reichskriegsgericht. Krauss fu condannato in base all'Ordinanza sulle misure straordinarie di radiodiffusione (in tedesco Verordnung über außerordentliche Rundfunkmaßnahmen) per aver ascoltato, letto e reso pubblici degli articoli provenienti dall'estero.
La condanna a morte non fu eseguita. Sostenuta da "perizie psichiatriche" e grazie al sostegno di influenti accademici, tra cui Karl Vossler, Ernst Robert Curtius e Hans-Georg Gadamer, il 14 settembre 1944 la condanna fu commutata a una pena detentiva di cinque anni. Ursula Goetze fu giustiziata il 5 agosto 1943. Quando la sua condanna fu commutata, Krauss aveva trascorso già venti mesi in prigione in attesa della sua esecuzione nella prigione di Plötzensee, dove condivideva la cella con l'ingegnere chimico Hansheinrich Kummerow, un altro combattente della resistenza tedesca. Durante questo periodo trascorso in prigione, Krauss riuscì a scrivere clandestinamente un romanzo satirico intitolato Die Passionen der halkyonischen Seele, con un ufficiale dell'aviazione (Harro Schulze-Boysen) come protagonista. Il libro fu pubblicato nel 1946 come esempio di letteratura antifascista e fu poi ripubblicato nel 1983.
Prima della fine della guerra, il 21 aprile 1945, Krauss fu tra i detenuti della prigione di Torgau inviati in marcia forzata verso est: la colonna di prigionieri fu intercettata dall'avanzata delle truppe statunitensi e, con l'aiuto di un medico, Krauss riuscì a farsi caricare su un treno ospedale diretto a Karlsbad, e da lì portato in un campo per prigionieri di guerra statunitense a Eger, al confine con la Cecoslovacchia. Fu rilasciato il 16 giugno 1945.

## Nel dopoguerra
Al suo rilascio Krauss tornò a Marburgo, dove nel 1945 o nel 1946 ricevette finalmente la cattedra che l'università non aveva potuto conferirgli durante gli anni del regime nazista. Nel 1945 fu uno dei quattro cofondatori dell'influente ma effimero mensile Die Wandlung. Fece anche parte della commissione responsabile per la denazificazione dei suoi colleghi professori a Marburgo. L'anno successivo, nel 1947, accettò l'invito a ricoprire la cattedra di Filologia romanza presso la facoltà di Filosofia dell'Università di Lipsia, dove si aspettava "un antifascismo più coerente".
La Germania del dopoguerra era stata divisa nel 1945 in quattro zone militari di occupazione, e il trasferimento da Marburgo a Lipsia comportò il passaggio dalla zona di occupazione statunitense a quella sovietica, una distinzione che acquistò un certo rilievo alla fine degli anni quaranta, quando la zona sovietica si separò sempre più dalle altre per motivi politici.
Poco dopo Krauss aderì al Partito Comunista di Germania (KPD). Con una lettera del 19 febbraio 1946 fu nominato rappresentante del partito nel Comitato consultivo regionale della Grande Assia appena varato, che gli occupanti avevano inteso come precursore del Landtag dell'Assia nell'ottica del ristabilimento di una struttura politica democratica. Il 15 maggio 1946 si dimise dal comitato in favore di Jo Mihaly.
Il territorio amministrato come zona di occupazione sovietica nell'ottobre 1949 diventò la Repubblica Democratica Tedesca (DDR), uno Stato a partito unico governato dal Partito Socialista Unificato di Germania (in tedesco Sozialistische Einheitspartei Deutschlands, SED), creato a tale scopo nell'aprile 1946. Krauss si iscrisse al SED nel 1947 e nel febbraio 1948 fu una delle quattro persone identificate come "intellettuali" e inserite nel comitato direttivo del nuovo partito, precursore del suo potente Comitato Centrale, a cui appartenne fino al 1951. Il fulcro della sua carriera rimase comunque saldamente all'interno del mondo accademico. Nel 1949 divenne membro dell'Accademia delle Scienze della Sassonia (in tedesco Sächsische Akademie der Wissenschaften) e nel 1951 ottenne la cattedra di insegnamento all'Università Humboldt di Berlino.
Il suo lavoro si concentrò sempre più sull'Illuminismo francese. Nel 1955, sotto l'egida dell'Accademia tedesca delle scienze (in tedesco Deutsche Akademie der Wissenschaften zu Berlin), creò un gruppo di lavoro specifico sulla storia dell'Illuminismo francese e tedesco, e la ricerca su questi temi sarebbe stata al centro della sua vita lavorativa anche dopo il suo trasferimento permanente a Berlino nel 1961, fino al suo pensionamento nel 1965.

## Riconoscimenti

### Premi
- 1949 Premio nazionale della Repubblica Democratica Tedesca[5] Classe 3[22];
- 1959 Premio Friedrich Engels dell'Accademia delle Scienze della DDR[22];
- 1965 Hervorragender Wissenschaftler des Volkes[22];